# انجمن بین‌المللی حق‌زمین
انجمن بین‌المللی حق‌زمین (انگلیسی: EarthRights International) یک سازمان غیرانتفاعی حقوق بشر و محیط زیست آمریکایی است که در ۱۹۹۵ توسط کیتی ردفورد، کا سا وا و تیلور جیانینی تأسیس شد.

## پرونده‌ها
- شرکت یونوکال
- ویوا شرکت شل پی‌ال‌سی شرکت نفت‌وگاز بریتانیایی چندملیتی
- شرکت بین‌المللی دو چیکیتا برندز